# (7287) Yokokurayama
(7287) Yokokurayama (1990 VN2) – planetoida z grupy pasa głównego asteroid okrążająca Słońce w ciągu 4,98 lat w średniej odległości 2,91 j.a. Odkryta 10 listopada 1990 roku.